# Hafnium(IV)oxide
Hafnium(IV)oxide is een anorganische hafnium- en zuurstofverbinding met als brutoformule HfO2. De stof komt voor als een vaalwit tot lichtoranje geurloos poeder, dat onoplosbaar is in water. Het is een van de meest stabiele verbindingen van hafnium. Het is een goede elektrische isolator met een band gap van ongeveer 6 eV.

## Eigenschappen
Hafnium(IV)oxide is vrij inert, maar reageert desalniettemin hevig met geconcentreerde zuren, sterke basen en sterke oxidatoren. Bij hoge temperatuur reageert het met chloorgas en grafiet of tetrachloormethaan tot hafnium(IV)chloride.

## Toxicologie en veiligheid
Ondanks het feit van de relatieve inertie van hanfium(IV)oxide, kan het irritatie aan de ogen en het ademhalingsstelsel teweegbrengen. Bij verbranding kunnen toxische en irriterende dampen ontstaan.